# Karaburna

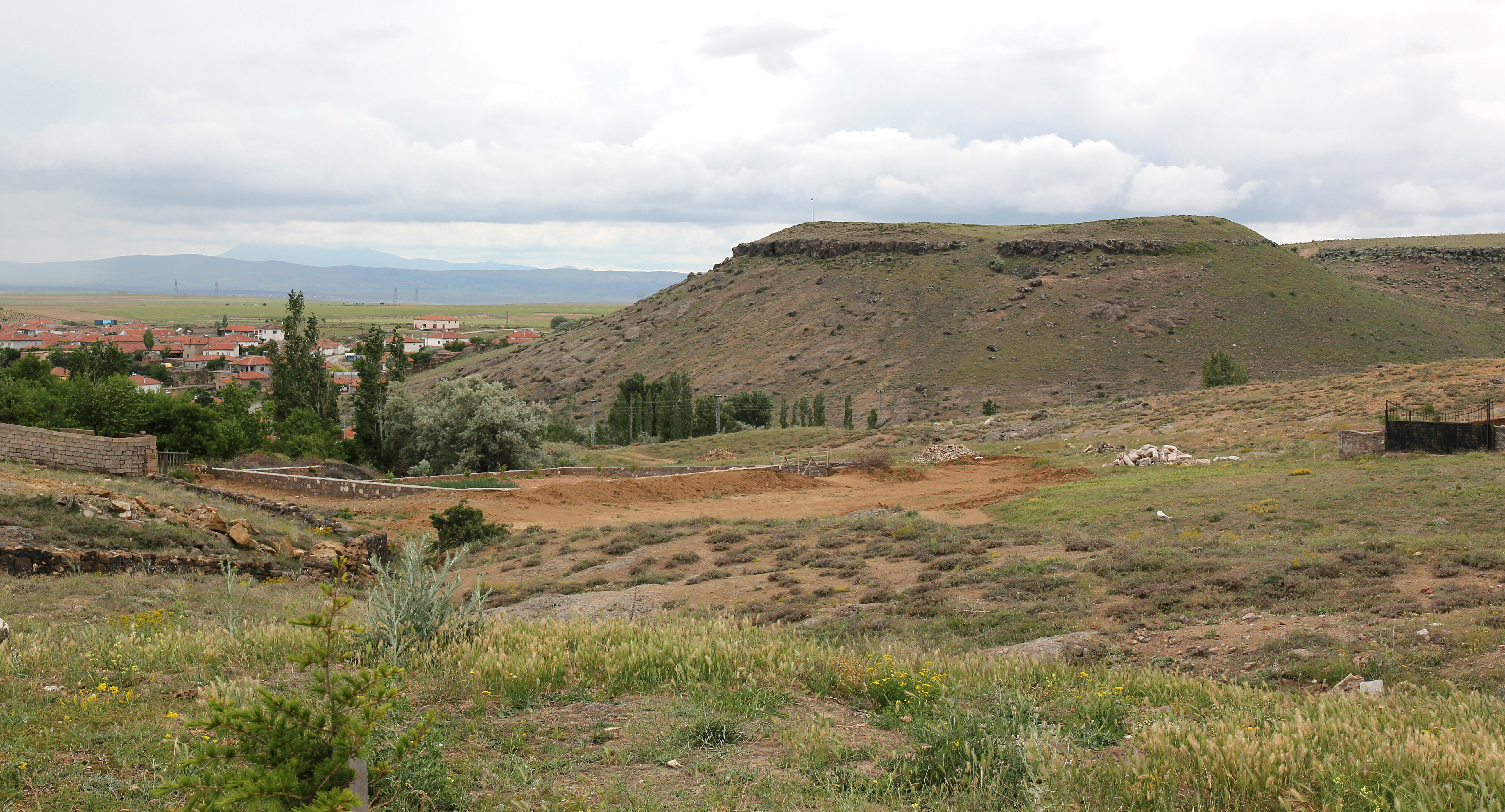
Tafelberg von Nordosten

Karaburna (früher auch Karaburun) ist ein Dorf im Landkreis Hacıbektaş der türkischen Provinz Nevşehir. Der Ort liegt etwa zehn Kilometer südwestlich der Kreisstadt und 35 Kilometer nordwestlich der Provinzhauptstadt Nevşehir. Von Hacıbektaş führt eine Landstraße über Aşıklar nach Karaburna. Der Ort liegt an einem kleinen Nebenfluss des Kızılırmak. Dieser ist östlich des Dorfes zu einem See aufgestaut und mündet etwa sieben Kilometer südlich in den Kızılırmak. Bis 2012 war der Ort eine Gemeinde mit zuletzt 1308 Einwohnern und wurde dann zum Dorf zurückgestuft.
Im Westen des Ortes erhebt sich ein etwa 90 Meter hoher Tafelberg, auf dessen Hochplateau Spuren einer hethitischen Festungsanlage gefunden wurden. Die Mauern der Burg sind vollständig abgetragen und im Dorf verbaut. Im Osten des Plateaus ist an der Stelle eines früheren Burgtores die späthethitische Felsinschrift von Karaburna eingraviert. 